# Gardenia chanii
Gardenia chanii är en måreväxtart som beskrevs av Y.W.Low. Gardenia chanii ingår i släktet Gardenia och familjen måreväxter. Inga underarter finns listade i Catalogue of Life.